# 파트리치아 쿠머
파트리치아 쿠머(독일어: Patrizia Kummer, 1987년 10월 16일~)는 스위스의 전직 스노보드 선수이다. 2014년 2월 19일에 열린 2014년 소치 동계 올림픽 여자 스노보드 평행대회전에서 금메달을 획득했다.

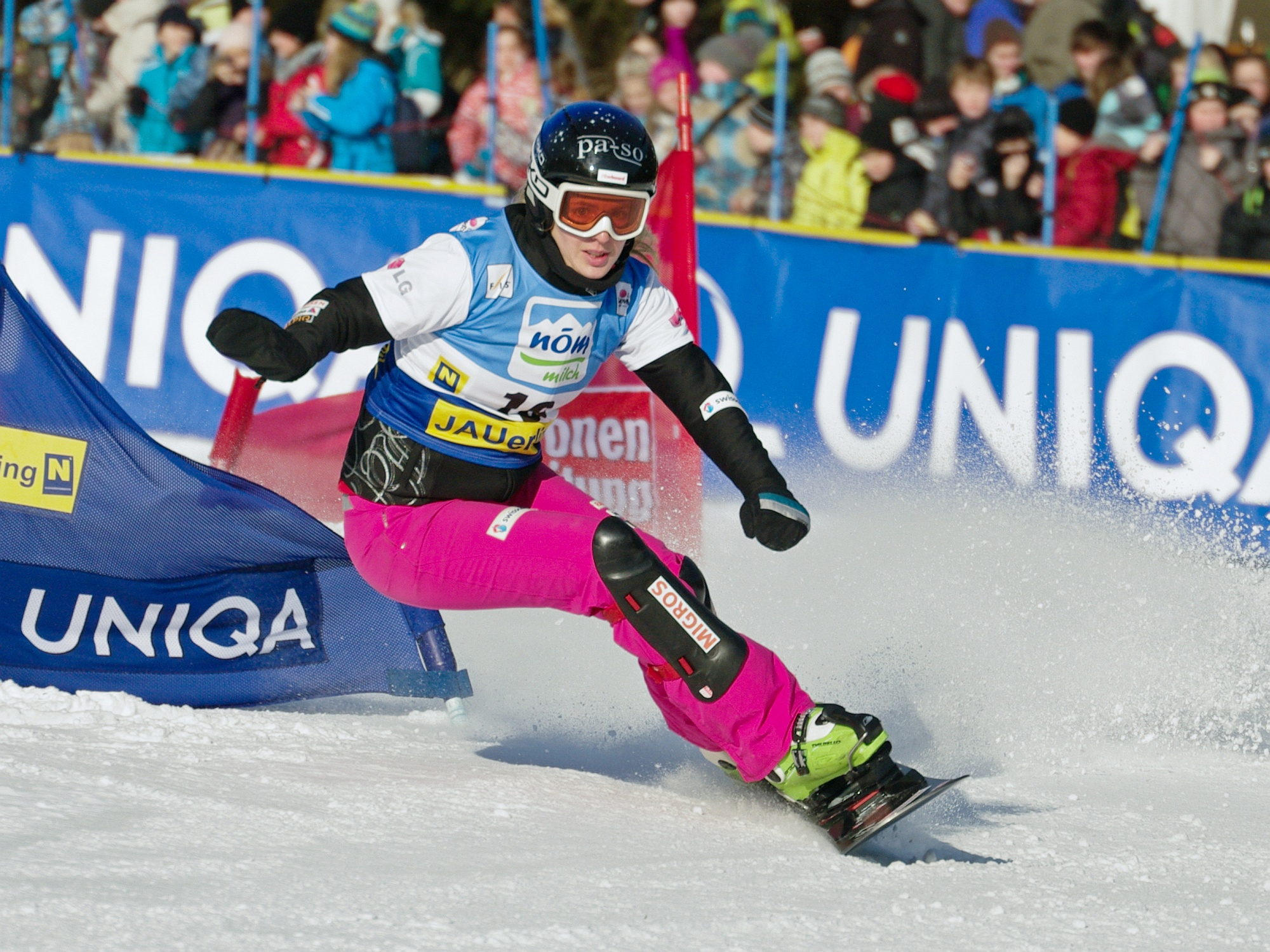
2012년 월드컵 당시의 쿠머

## 기록

### 올림픽
| 년도 | 대회일   | 장소        | 종목            | 결과 | 메달 |
| ---- | -------- | ----------- | --------------- | ---- | ---- |
| 2014 | 2월 19일 | 러시아 소치 | 여자 평행대회전 | 1위  |      |